# Altranstädt
Altranstädt – dzielnica niemieckiego miasta Markranstädt w kraju związkowym Saksonia, w okręgu administracyjnym Lipsk, w powiecie Lipsk.
Dawniej wieś, założona w 1091. W latach 1951–2005 dzielnica gminy Großlehna.
W XIII wieku zbudowano tam klasztor cysterski z romańską wieżą. W 1541 klasztor poddano sekularyzacji. Na początku XVII wieku na jego fundamentach i z zachowaniem wieży zbudowano obecnie istniejący trójskrzydłowy pałac, był on kwaterą główną króla szwedzkiego Karola XII, który zawarł w nim pokój w Altranstädt w 1706 oraz ugodę altransztadzką w 1707.